# Калиш Поморски
Калиш Поморски (пољ. Kalisz Pomorski) је град у Пољској у Војводству Западно Поморје у Повјату дравском. Према попису становништва из 2011. у граду је живело 4.330 становника.

## Становништво
Према прелиминарним подацима са пописа, у граду је 2011. живело 4.330 становника.
| 2002. | 2011. | 2012. |
| ----- | ----- | ----- |
| 4.094 | 4.330 | 4.333 |

## Партнерски градови
- Калтенкирхен
- Торгелов